# Dianthus ernesti-mayeri
Dianthus ernesti-mayeri là loài thực vật có hoa thuộc họ Cẩm chướng. Loài này được Micevski & Matevski mô tả khoa học đầu tiên năm 2001.